# Jörg Koslowsky
Jörg Koslowsky (* 1979) ist ein deutscher Schauspieler und Unternehmer.

## Leben
Jörg Koslowsky studierte von 2001 bis 2005 an der Hochschule für Schauspielkunst Ernst Busch Berlin. Von 2005 bis 2008 war er am Thalia Theater in Hamburg und von 2008 bis 2011 am Theater Neumarkt Zürich Ensemblemitglied. 2010 begann der an der Humboldt-Universität zu Berlin ein Studium der Wirtschaftswissenschaften und machte 2011 eine Design Thinking Ausbildung an der HPI School of Design Thinking. Inzwischen ist er Gründer mehrerer Start-Ups und Coach.

## Filmografie (Auswahl)
- 2013: Roter Schnee (Kurzfilm)
- 2013: Bela Kiss: Prologue
- 2010: Unter Strom (Kurzfilm)
- 2001: Sterne (Kurzfilm)